# Готов, Хусин Азамат-Гериевич
Хусин Азамат-Гериевич Готов (27 февраля 1941 года, аул Жако, Черкесская автономная область, РСФСР — 9 февраля 2023 года) — советский и российский певец (баритон), народный артист Российской Федерации (2006). Народный артист Карачаево-Черкесской Республики (1995), заслуженный артист Кабардино-Балкарской республики (1991), заслуженный артист Российской Федерации (1995). Музыкальный педагог, Почётный доктор Карачаево-Черкесского государственного педагогического университета.
Известен своим вокальным творчеством, воспевшим красоту и щедрость Северного Кавказа, черкесского народа, черкесского языка и культуры. Первый черкесский профессиональный певец, исполнял песни на многих языках народов Северного Кавказа.

## Биография
Хусин Готов родился 27 февраля 1941 года в ауле Жако в Черкесской автономной области в крестьянской семье, был единственным ребёнком у родителей. В 1943 году отец, Азамат-Герий Исламович Готов (1909—1943), умер от ран, полученных на фронте Великой Отечественной войны, похоронен в братской могиле на Никитском кладбище в Курске. Любовь к песне унаследовал от матери, Хаджат.
С 1948 года учился в местной семилетней школе. Восьмилетнее образование получил 1958 году в Али-Бердуковской средней школе, а в 1959 году поступил в строительное училище № 3 в городе Черкесске, где за два года получил профессию плотника-столяра, одновременно завершил полное среднее образование в вечерней школе № 8. По специальности не работал, поскольку по завершении среднего и профессионального образования поступил в Саратовскую государственную консерваторию им. Л. В. Собинова. На прослушивание в работавшую в Черкесске выездную комиссию Саратовской консерватории отправился по настоянию директора училища, Султана Симхова, большое внимание уделявшего развитию художественной самодеятельности. В 1962 году был призван на срочную воинскую службу, проходил её на Тихоокеанском флоте во Владивостоке и Петропавловске-Камчатском, входил в творческую группу Дома офицеров.
В 1972 году окончил Саратовскую консерваторию по классу вокала, ученик Анны Андреевны Шевелевой.
В 1972—1974 — директор детской музыкальной школы в ауле Хабез (КЧАО), в 1974—1981 преподавал вокал в Камышинском музыкальном училище (Волгоградская область) и пел с симфоническим оркестром и оркестром русских народных инструментов. В 1981 году по семейным обстоятельствам вернулся в Карачаево-Черкессию, преподавал в Черкесском музыкальном училище культуры. Работал ведущим специалистом в Управлении культуры облисполкома Карачаево-Черкесской республики, был заместителем министра культуры и туризма КЧР. С 2001 года — в аппарате Министерства культуры КЧР. С 2003 по 2011 год занимал пост директора Карачаево-Черкесского государственного колледжа культуры и искусств им. А. А. Даурова. Затем преподавал в Карачаево-Черкесском государственном колледже культуры и искусств им. А. А. Даурова.
В 1993 году организовал в городе Черкесске мужской хор. Принимал активное участие в культурной и общественной жизни Черкесска и республики, вёл концертную деятельность в республиканской филармонии.
В 1998 году стал лауреатом международного фестиваля в Бельгии.
В 2006 году удостоен звания Народный артист Российской Федерации. Стал первым в Карачаево-Черкесской республике Народным артистом России.
Поддержал аннексию Россией Крыма
Скончался 9 февраля 2023 года. В связи с кончиной Готова председатель ОД «Конгресс карачаевского народа» Къады-хаджи Халкечев писал

Природные таланты этого замечательного человека дополнялись его отличными человеческими качествами: широтой души, искренним благодушием в отношении всех людей без разделения на национальные принадлежности. Он был одним из тех людей, благодаря которым укрепляются братские и добрососедские узы народов Кавказа.

Похоронен на родине, в ауле Жако.

## Личная жизнь
Жена — Бахова Айшат Якубовна (род. 1941), работник общественного питания. Трое сыновей.